# Myrmecodia albertisii
Myrmecodia albertisii är en måreväxtart som beskrevs av Odoardo Beccari. Myrmecodia albertisii ingår i släktet Myrmecodia och familjen måreväxter.

## Underarter
Arten delas in i följande underarter:
- M. a. albertisii
- M. a. incompta
- M. a. valida